# Redemption (группа)
Redemption — американская прогрессив-метал-группа, созданная в 2001 году в городе Лос-Анджелес.

## История
Группа  было сформировано в 2000 году гитаристом / клавишником / поэтом-песенником Ником ван Дайком. Ван Дайк, который вырос, изучая классическое фортепиано, прежде чем перейти на гитару в подростковом возрасте, был бизнесменом, а музыку записывал прежде всего как хобби. После случайной встречи с вокалистом Рэем Альдером из прогрессив-металл-группы Fates Warning и Берни Версалем, известным также по работе в группе Agent Steel, он показал им демоверсии своих сочинений. Альдеру понравилось услышанное и тот предложил создать демоверсии для того, чтобы показать владельцам некоторых звукозаписывающих лейблов, для чего Ван Дайк нанял нескольких известных музыкантов: барабанщика Symphony X Джейсона Рулло, вокалиста Steel Prophet Рик Митиасина. После заключения контракта с лейблом Sensory records началась работа над первым диском, в котором приняли участие сам Альдер  и барабанщик Mark Zonder из Fates Warning, а гитарист Symphony X Майкл Ромэо организовал записи оркестровых вставок. Версаль и Ван Дайк сыграли на гитарах на дебютном диске, а Ван Дайк помимо этого записал бас и клавишные.

## Состав
Текущий состав
- Том С. Энглунд — вокал
- Ник ван Дайк — гитары
- Викрам Шанкар — клавишные
- Шон Эндрюс — бас-гитара
- Крис Квирарте — ударные

## Дискография

### Студийные альбомы
- Redemption (2003)
- The Fullness of Time (2005)
- The Origins of Ruin (2007)
- Snowfall on Judgment Day (2009)
- This Mortal Coil (2011)
- The Art of Loss (2016)
- Long Night's Journey Into Day (2018)
- Average American (2020)
- This Mortal Coil (2021)
- I Am the Storm (2023)

### Концертные альбомы
- Frozen in the Moment - Live in Atlanta (2009)
- Live from the Pit (2014)
- Alive in Color (2018)